# Haloplasmatales
A Haloplasmatales a Mollicutes osztályba tartozó, halofil (sótűrő), sejtfal nélküli baktériumok rendje.  Az egyetlen leírt faj eddig a Vörös-tengerben talált Haloplasma contractile.